# Dennis Mahon
Dennis Mahon (* 1950 oder 1951) ist ein US-amerikanischer Rechtsextremist und Terrorist, der unter anderem dem Ku-Klux-Klan und Tom Metzgers White Aryan Resistance (WAR) angehörte. Er verbüßt derzeit eine 40-jährige Haftstrafe wegen eines Briefbombenanschlags auf ein Büro der Stadtverwaltung in Arizona.

## Leben
Dennis Mahon trat in den 1970ern in David Dukes Ku-Klux-Klan ein und blieb dort langjähriges Mitglied. Er war außerdem eine Zeitlang Mitglied von William Pierces National Alliance. Er hatte den Rang eines „Imperial Dragons“. 1988 löste er sich von David Duke und gründete die Oklahoma White Knights of the Ku Klux Klan. Er führte bis in die 1990er Jahre Klangruppen in Oklahoma, Kansas und Missouri an. Zudem begleitete er Verhandlungen zwischen dem Klan und der Aryan Nation. Anfang der 1990er Jahre unterstützte er Carsten Szczepanski sowie weitere Gruppen in ihren Bemühungen, einen deutschen Ku-Klux-Klan aufzubauen. So stellte er Szczepanski Propagandamaterial, unter anderem die von ihm herausgegebenen Klanzeitschriften „The White Beret“ und „The Oklahoma Excalibur“, zur Verfügung und trat bei einer Kreuzverbrennung in Halbe, bei dem ein Team von RTL plus zugegen war, als Redner auf. Mitte der 1990er Jahre löste er sich vom Klan und trat Tom Metzgers Organisation White Aryan Resistance bei. Verbindungen hatte er auch zu einer Christian-Identity-Enklave in Elohim City.
Im Zuge des Bombenanschlags auf das Murrah Federal Building in Oklahoma City trat er als Unterstützer des Terroristen Timothy McVeigh auf und behauptete, mit diesem bekannt zu sein. Mahon selbst geriet ins Visier der Ermittlungen, ihm konnte jedoch nichts nachgewiesen werden.
Ab dem Jahr 2000 schränkte er seine Aktivitäten weitestgehend ein und verschwand aus dem Blick der Öffentlichkeit. Allerdings blieb er weiterhin publizistisch tätig und trat auf verschiedenen Veranstaltungen der US-amerikanischen Neonazi-Szene auf. Er ist Vertreter der White Supremacy und befürwortet terroristische Aktionen. Er vertritt vor allem dem Standpunkt der sogenannten „Lone Wolf“-Bewegung, das heißt kleine, militante Aktionen von Einzelpersonen oder Kleingruppen. In seiner Ideologie vertritt er radikalen Antisemitismus, Rassismus und Separatismus.

## Briefbombenanschlag
Am 26. Februar 2004 explodierte eine Briefbombe im Büro von Don Logan, dem Gleichstellungsbeauftragten von Scottsdale in Arizona und verletzte den Mann schwer. Sowohl Dennis Mahon als auch sein eineiiger Zwillingsbruder Daniel standen unter Verdacht, die Bombe gelegt zu haben. Dennis Mahon hatte bereits vorher den Behördenmitarbeiter telefonisch bedroht. Das Bureau of Alcohol, Tobacco, Firearms and Explosives (ATF) schleuste einen weiblichen Informanten in die Reihen der beiden Brüder ein. Vor dieser gab Dennis Mahon mit verschiedenen Bombenattentaten an. So behauptete er, er habe seit den 1980er Jahren Anschläge auf verschiedene Einrichtungen verübt, darunter jüdische Gemeindehäuser, Büros der US-amerikanischen Steuerbehörde IRS und Abtreibungskliniken. Er wurde wegen dieser vom Richter als Hate Crime bewerteten Tat 2012 zu vierzig Jahren Gefängnis verurteilt. Sein Bruder wurde freigesprochen.

## Privatleben
Dennis Mahones eineiiger Zwillingsbruder Daniel Mahone ist ebenfalls Rechtsextremist und folgte seinem Bruder in die verschiedenen Organisationen. Er ist der ruhigere der beiden, der weitaus weniger auffällig in der rechten Szene agiert. 1999 wurde von seiner Arbeitsstelle bei der American Airlines entlassen, als herauskam, das er dort rassistisch agierte und agitierte.

## Weblink
- Die Brüder Mahon auf den Seiten der Anti-Defamation League